# Bröderna Ahlström
Bröderna Ahlström är två syskon från Farsta i Stockholm, som är ishockeyspelare.
- Victor Ahlström
- Oscar Ahlström